# チョン・ウンピョ
チョン・ウンピョ（鄭 殷杓、정 은표、1966年3月27日 - ）は 韓国の俳優。ソウル芸術大学を卒業して 劇団モクファで演技活動を開始。

## 学歴
- ソウル芸術大学 演劇科

## 出演作

### 映画
- コッチタン（1990年）
- 我らの時代の愛（1994年）
- 真の男（1996年）
- 君はジャズを信じるか?（1996年）
- ユリョン（1999年）
- 幸福な葬儀屋（1999年）
- キリマンジャロ（2000年）
- ファミリー（2000年）
- ライターをつけろ（2000年）
- 海賊、ディスコ王になる（2000年）
- 4本指の足（2000年）
- ナチュラル・シティ（2003年）
- 僕は彼女をはなさない（2003年）
- Mirror 鏡の中（2003年）
- DMZ 非武装地帯 追憶の三十八度線（2004年）
- オーロラ姫（2005年）
- 麻婆島（2005年）
- ひまわり（2006年）
- 食客（2007年）
- 浮気日和（2007年）
- その男の本、198ページ（2008年）

### テレビドラマ
- Happy Together（1999年、SBS）
- ゴルベンイ（2000年、SBS）
- 氷都市（2000年、KBS2）
- 私たちが他人でしょうか（2001年、KBS1） - 脱北者ピルゼ 役
- 別れの来ない朝（2001年、SBS） - チ・ソンジュ 役
- Loving you（2002、KBS） - ト・ヒョングン 役
- 波（2002年、KBS1） - チョ・イルグ 役
- 妻（2003年、KBS2） - パク・ダルス 役
- 不滅の李舜臣（2004年-2005年、KBS1） - テマン 役
- 張吉山（2004年、SBS） - コ・ダルグン 役
- ラブホリック（2005年、KBS2） - ハン・ヨンギル 役
- オーバー・ザ・レインボー（2006年、MBC) - マンチ 役
- タルジュンさんのシンデレラ（2006年、KBS1） - シム・キボン 役
- アカスリ・ナンバースリー（2006年、KBS2） - ジュンテ 役
- 金づち頭・二次方程式（2006年、KBS2） - ソクト 役
- 江南ママの教育戦争（2007年、SBS） - イ・テグ 役
- 完璧な恋人に出会う方法（2007年、SBS） - カンボジアお見合いツアー参加者 役
- HD TV文化館： 春、春春（2008年、KBS1）
- マイ・コップ（2008年、tvN） - チョン・ウンピョ 役
- 快刀ホン・ギルドン（2008年、KBS2） - ヘミョン和尚 役
- 大王世宗（2008年、KBS2） - ノビ 役
- 僕は君にほれた（2008年、KBS2） - ナム・ハング 役
- 大韓民国弁護士（2008年、MBC） - ムン代表 役
- 伝説の故郷（2008年、KBS2） - マクソク 役
- いかさま師（2008年、SBS） - チョ画伯 役
- ドリームハイ（2009年、SBS） - チュ記者 役(特別出演)
- 天下無敵イ・ピョンガン（2009年、KBS2） - パク・グリ里長 役
- 明日に向かってハイキック（2009年-2010年、MBC） - チョン・ウンピョ 役(ボソクの友人、特別出演)
- トンイ（2010年、MBC） - ケドラの父 役
- 九尾狐伝（2010年、KBS2） - 九尾狐の夫 役
- サイン（2011年、SBS） - キム・ワンテ 役
- パラダイス牧場（2011年、SBS） - ヤン社長 役
- ヘアショー（2011年、KBS2） - カメラマン 役
- 愛情万々歳（2011年-2012年、MBC）
- 太陽を抱く月（2012年、MBC） - ヒョンソン(大殿尚膳内官) 役
- Dr.JIN（2012年、MBC） - ホグァン 役
- 優しい男（2012年、KBS2） - チョン所長 役
- ヘラサギ、飛んで行く（2012年、KBS2） - ヨンヘ 役
- お金の化身（2013年、SBS） - チェン・ジャンシク 役
- ホジュン〜伝説の心医〜（2013年、MBC） - イム・オグン 役
- 星から来たあなた（2013年-2014年、SBS） - ユン・ソンドン 役
- ゴハン行こうよ（2013年-2014年、tvN）
- エンジェルアイズ（2014年、SBS） - ユン・ソンドン 役
- 運命のように君を愛してる（2014年、MBC） - パク社長 役
- 神様がくれた14日間（2014年、SBS） - キ・ドンホ 役
- キルミーヒールミー（2015年、MBC） - 精神科医 役
- 離婚弁護士は恋愛中（2015年、SBS） - キム・グァヌ 役
- お願い、ママ（2015年、KBS） - ヤン・ギボン 役
- オクニョ 運命の女（2016年、MBC） - チ・チョンドゥク 役
- プレーヤー（2018年、OCN） - チン・ヨンジュン 役
- トップスター、ユベク（2018年-2019年、tvN） - パク・グクソプ 役
- 走る調査官（2019年、OCN） - チョン・ブソン 役
- 夕食、一緒に食べませんか?（2020年、MBC） - ウ・イノ 役
- 私がいちばん綺麗だった時（2020年、MBC） - イ・ギョンシク 役
- 王女ピョンガン 月が浮かぶ川 （2021年、KBS2） - ヨム・ドゥク 役
- マウス（2021年、tvN） - カン・ドクス 役
- 悪魔判事（2021年、tvN） - ト・ヨンチュン 役
- 美男堂の事件手帳（2022年、KBS） - キム・チョルグン 役
- ミッシング～彼らがいた～2（2022年、tvN） - チョン・ヨンジン 役
- スティーラー：七つの朝鮮通宝（2023年、tvN） - チェ・ソンチョル 役

### ミュージックビデオ
- ベルベットグローブ： 노래는

## 放送
- SBS 『スタージュニアショータイ焼き』

### 演劇
- 1990年 『운상각』
- 2003年 『이발사 박봉구』
- 2008年 『김명곤의 밀키웨이』
- 2010年 『사나이 와타나베』

## CF
- マクドナルド

## 受賞
- 1995年： 百想芸術大賞 新人演技賞
- 1995年： 東亜演劇賞 演技賞
- 2001年： 第38回 大鐘賞 男子助演賞 『キリマンジャロ』
- 2006年： KBS演技大賞 単幕劇賞 『ドラマシティ： バカの方程式』
- 2012年： SBS芸能大賞 ベストファミリー賞